# Іле-Алатауський державний національний природний парк
Іле-Алатау державний національний природний парк (каз. Іле Алатауы мемлекеттік ұлттық табиғи паркі) заснований постановою Уряду Республіки Казахстан 22 лютого 1996 року на базі Каскеленського, Пригороднього і Тургенського лісгоспів в межах Карасайського, Талгарського та Єнбекшиказахського районів Алма-Атинської області, ціль його створення — збереження унікальних ландшафтів, рослинного та тваринного світу, покращення умов для туризму та відпочинку, розробка та впровадження наукових методів збереження природних комплексів в умовах рекреаційного використання.
Площа національного парку 199 621 га, розташований на південь від міста Алмати на північному макросхилі Заілійського Алатау (Тянь-Шань). Довжина його території від річки Чемолган на заході до річки Тургень на сході становить 120 км, а ширина — 30-35 км.

## Історія
Історія парку бере початок зі створення в Заілійському Алатау Алматинського державного заповідника у 1931 році. Спочатку він займав площу 15 тис. га в долині річки Мала Алматинка, в 1935 після збільшення площі до 40 тис. га, а потім до 856,7 тис. га. га він став називатися Алма-Атинським, охоплюючи весь хребет Заілійський Алатау. На цій території стали проводитися регулярні наукові дослідження з рослинного покриву, типології лісів, птахів та ссавців.
Перше наукове обґрунтування організації Заілійського національного парку за дорученням Ради Міністрів КазРСР від 3 січня 1985 року розроблялося відповідно до програми Академії наук «Розвиток заповідної справи в Казахстані». Науковими керівниками були академіки Є. В. Гвоздєв та Б. А. Биков.
У 1987 році відділом проблем біосфери та екології Казахстанського комітету за програмою ЮНЕСКО «Людина та біосфера» при Академії наук Казахської РСР у рамках програми «Розвиток заповідної справи в Казахстані» було підготовлено наукове обґрунтування до «Генеральної схеми розвитку та розміщення об'єктів природно-заповідного РСР до 2005 року». У цьому документі пропонувалося створити Заїлійський державний національний природний парк на площі 280 тис. га. Відповідно до цієї схеми створення парку планувалося здійснити 1995 року. В 1990 було розроблено техніко-економічне обґрунтування організації парку. 22 лютого 1996 року постановою уряду на території 202 292 га Іле-Алатауський національний парк було створено.

## Географія
Територія парку займає центральну частину Заілійського Алатау із дуже складним рельєфом. З-під гірських долин видно, що від головного вододільного хребта відходить багато гостроверхих гребенів другого порядку, що розділяють основні річкові басейни. Останні гребені розгалужуються і створюють систему відрогів дрібніших порядків. Така морфологічна будова визначає напрямок головних річок, що стікають з північного схилу. Вони відносяться до басейну р. Ілі. Однак більшість із них, вийшовши на рівнину, незабаром губляться в наносах, причому основна частина стоку витрачається людиною на комунальні, технічні та сільськогосподарські потреби.

### Клімат
Клімат у національному парку різноманітний та диференційований за висотними кліматичними поясами. Літо тепле, м'яка зима через різко виражену інверсію температури повітря. У передгір'ях середня температура січня -7,4°С, липня +23°С, тривалість безморозного періоду становить 181 день, на рік випадає 560 мм опадів. У Малоалматинській ущелині (урочище Медеу) на висоті 1530 м температура січня -4,3°С, липня +18,1°С, тривалість безморозного періоду становить 145 день, на рік випадає 843 мм опадів. На висоті 3035 м (урочище Минжилки) в умовах вічних снігів та льодовиків середня температура січня –11,3°С, липня +7°С, тривалість безморозного періоду становить 53 дні, на рік випадає 734 мм опадів. У високогірній частині Заілійського Алатау на висоті 3750 м клімат суворий, тут випадає багато опадів — 800—1300 мм, в основному у вигляді снігу. Теплий період дуже короткий — середня температура повітря на льодовиках влітку не перевищує +2,8°С.
Сніговий покрив за багаторічними спостереженнями в передгір'ях (850 м) встановлюється 6 грудня, у середньогір'ї (1200—2500 м) — на місяць раніше, у високогір'ї (3000 м) — 21 жовтня. Навесні сніг сходить на різних висотах та в різні роки з 10 березня по 22 травня. Число днів зі сніговим покривом на різних висотах варіюється від 111 до 236. Висота снігового покриву в передгір'ях близько 30 см, в середньогір'ї та високогір'ї може сягати 100 см.
Заілійський Алатау стає високим передовим бар'єром на шляху північних і північно-західних вологонесучих повітряних мас, які вільно проникають основними долинами вглиб гір, обумовлюючи чітку диференціацію природних ландшафтів на висоті. Територія парку охоплює низькогірні, середньогірські та високогірні ландшафти, що відображають ярусну будову гір.

### Рельєф
Національний парк розташований в інтервалі висот від 600 до 4540 м над рівнем моря. Найвища вершина — пік Конституції (4540 м), друга за величиною — пік 25 років Казахстану (4494 м). Ще кілька десятків вершин перевищують чотирикілометрову висоту.

### Гідрологія
До найвищих піднять приурочені вічні сніги та льодовики. В ущелині Лівий Талгар знаходиться льодовик Дмитрієва — найбільший на північному схилі Заілійського Алатау, його площа становить 17 км. Льодовик Конституції — найдовший (5,7 км) і один з найнижчих льодовиків парку — він спускається до висоти 3270 м. У витоках річки Малої Алматинки розташований льодовик Туюксу — один із найбільш вивчених льодовиків світу. Він досліджується із 1902 року. Морена льодовика селенебезпечна, на ній сформувалися великі гляціальні селі 1956 та 1973 років.
Загалом у Заілійському Алатау 265 великих та малих льодовиків, значна частина яких розташована на території парку. Багато хто з них дає початок річкам, що утворюють розгалужену гідрографічну мережу — річки Тургень, Іссик, Талгар, Мала і Велика Алматинки, Карагалінка, Аксай, Каскелен та їх численні притоки (Ремізовка, Прямуха, Котирбулак, Бельбулак, Кам'янка, Рахатка). Основні річки течуть стрімкими бурхливими потоками у глибоких ущелинах. Вони мають сніго-льодовикове харчування з весняними та літніми паводками. Як річки, так і більшість їх приток селенебезпечні. Вода в них більшу частину року чиста, але влітку в період паводку стає каламутною, з великою кількістю донних наносів. У витоках всіх основних річок є морені озера, які починають наповнюватися у червні, а на початок зими вода у яких зникає. На висоті 2500 м розташоване велике постійне водоймище — Велике Алматинське озеро. Його улоговина має завально-тектонічне походження і поповнюється стоком річки Озерна та низкою дрібних приток. Площа озера — близько одного квадратного кілометра, глибина досягається 39,3 м.

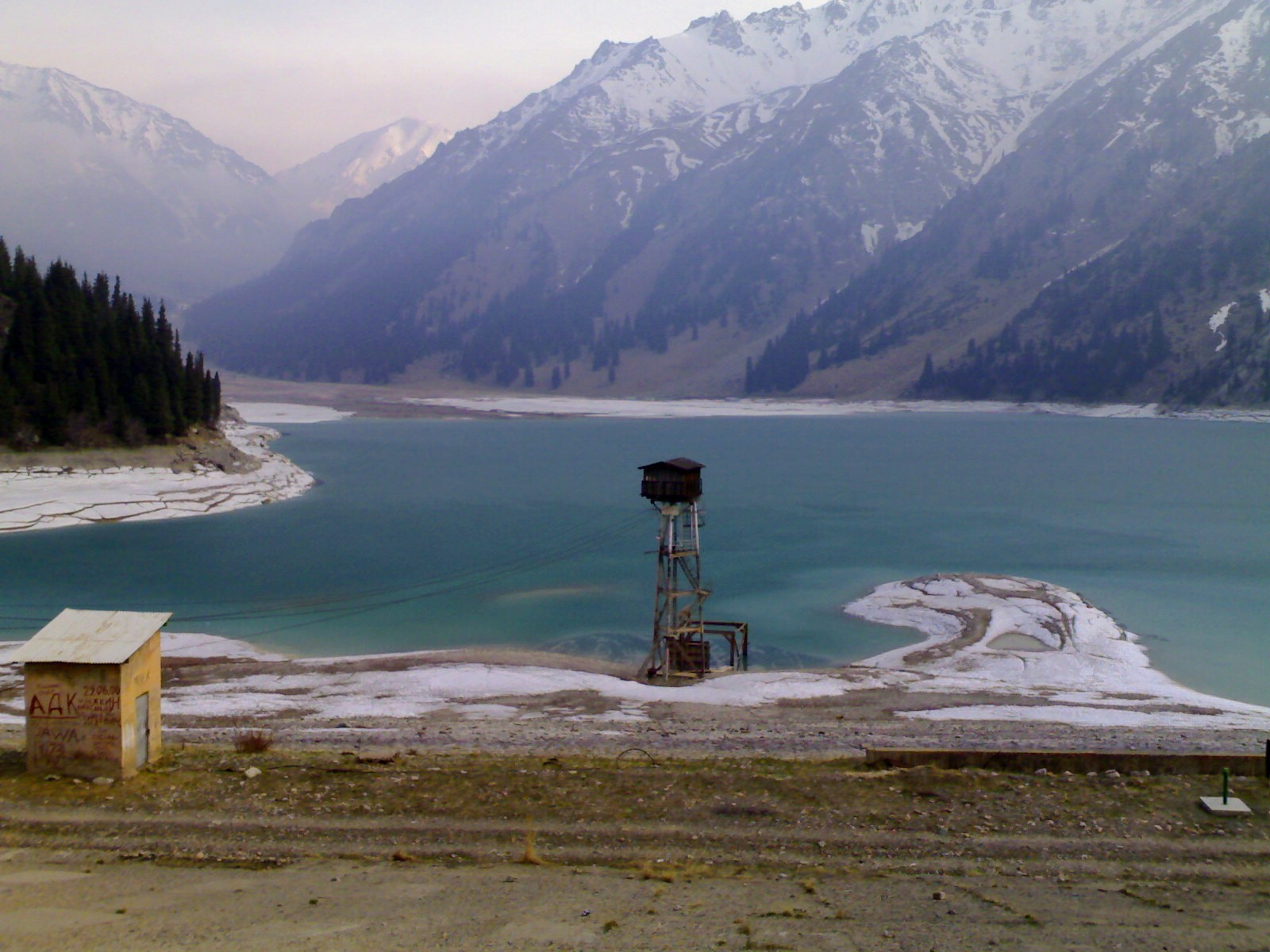
Велике Алматинське озеро на території парку

У зонах підземних розломів на поверхню виходять термальні джерела. Води джерел відносяться до двох бальнеогічних типів: радонові та кремністо-термальні. До першого відносяться Алмаарасанські джерела, розташовані в басейні річки Велика Алматинка, на базі яких створено курорт, до другого — Горельніковські та Таутургенські.
Ґрунтовий покрив переважно представлений ґрунтами гірських схилів, лише в поясі низькогір'їв, переважно у тому середній і нижній частині, місцями трапляються невеликі острівні масиви чорноземів. Ґрунти при порушенні рослинного покриву легко схильні до ерозійних та зсувних процесів.

## Флора
Флора природного парку налічує понад 1000 видів, у тому числі переважна частина посідає флору лісового середньогірського поясу. У листяних лісах налічується понад 500, а в ялинових — понад 400 видів вищих рослин. 36 видів занесено до Червоної книги.
У низькогір'ях трапляються тюльпан Островського, курчавка Мушкетова, іріс Альберта, яблуня Сіверса, голонамінник алтайський; в середньогір'ях — жовтяник помаранчевий, чубатка Семенова, остролодочник алматинський, кортуза Семенова; у високогір'ях — печіночниця Фальконера, сибірка тянь-шанська, яструбинка кумбельська, шмангаузіння гвоздиста, соссюрея обгорнута. Особливої охорони потребують мохи, занесені до Червоної книги, — пахіфісіденс крупнолистий і ортотрихум пригладжений. В урочищі Кок-Жайляу можна зустріти червонокнижний шафран алатауський (Crocus alatavicus).
Із безлічі корисних рослин великий інтерес представляє група кормових (більше 80 видів): кобрезія волосоподібна, осока вузькощільна, вівсяниця Крилова, тонконіг альпійський і тонконіг лучний, вівсянець тянь-шанський, грястиця збірна, куцоніжка периста, види регренії, клевери, чини, горошку.
З дубильних рослин найбільш цінні різні види щавлю, горця, ревеню. З ефіроолійних — дягіль, ялівці, полину. Як природні барвники можуть використовуватися манжетки, підмаренник, макротонія тощо.
Широко поширені лікарські рослини: пижма, деревій, мати-і-мачуха, шипшини, жостер, валер'яна, ялівці, кульбаба, подорожник тощо.
Із харчових особливо цінні: абрикос, яблуня, малина, порічка, суниця, костяниця, ожина, барбарис, обліпиха, горобина, глід, шипшини.
Численні декоративні рослини: первоцвіти, водозбори, тюльпани, іриси, дрібнолепестники, дзвоники, тирличі, фіалки, різні види дерев і чагарників.

## Фауна
Багатий та різноманітний тваринний світ парку. Фауна безхребетних вивчена ще недостатньо повно. Однак на сьогодні вже відомі понад 2000 видів із 8 класів.
Частково виявлено склад деяких груп класу комах. Так, із групи жуків вивчено 252 види жужелиць, 180 — стафілінід, 102 — листоїдів; із групи лускокрилих, або метеликів — 145 видів денних метеликів; з групи перетинчастокрилих — 110 видів бджолиних, 97 — риючих ос, 33 — мурах і 30 вершників. З усього цього різноманіття лише 24 види включені до Червоної книги Казахстану, серед яких 3 види молюсків (брадібена сенестрорза, псеудонапеус Шніткова та туркомілакс Цвєткова). Інші відносяться до класу комах: булавобрюх помітний, красуня діва (група бабки), боліварія короткокрила (богомолові), дибка степова, красотіл Семенова, жовтяниця Єршова, бедроміліус, патрицій.
Фауна хребетних представлена 245 видами. У гірських річках і струмках зустрічаються 8 видів риб: голий і лускатий османи, маринка, гольян, а в річці Тургень — акліматизована райдужна форель.
Земноводні 4 види, два з яких (данатинська жаба і центральноазитська жаба) занесені в Червону Книгу Казахстану.
Із восьми видів плазунів звичайні ящірки (алайський гологлаз і різнобарвна ящурка), а також змії — звичайний і водяний вужі, різнокольоровий і візерунковий полози. Найрідкісніші отруйні змії — степова гадюка і щитомордник.
Різноманітність природних умов зумовлює видове багатство птахів. Загалом у національному парку їх визначено 178 видів. За характером перебування вони поділяються на три групи: 105 видів, що гніздяться, прилітають на зимівлю — 18, пролітних — 55 видів. У Червону книгу включено 11 видів (чорний лелека, орел-карлик, беркут, кумай, шахин, серподзьоб, пугач, балабан — пролітний; сапсан, і велика сочевиця — зимуючі).
Ссавців 48 видів. До типово гірських належать: тянь-шанська бурозубка, скельна білозубка, червона пищуха, сірий бабак, тянь-шанська мишівка, срібляста польовка, кам'яна куниця, сніговий барс, гірський козел.
Поряд із типовими для гір у парку трапляються види, властиві й іншим екосистемам: вовк, лисиця, ведмідь, сарна, марал, вепр, заєць-толай тощо. Групу червонокнижних становлять 7 видів: бурий тянь-шанський ведмідь, сніговий барс, кам'яна куниця, середньоазійська річкова видра, манул, туркестанська рись та їжатець індійський.

## Визначні пам'ятки

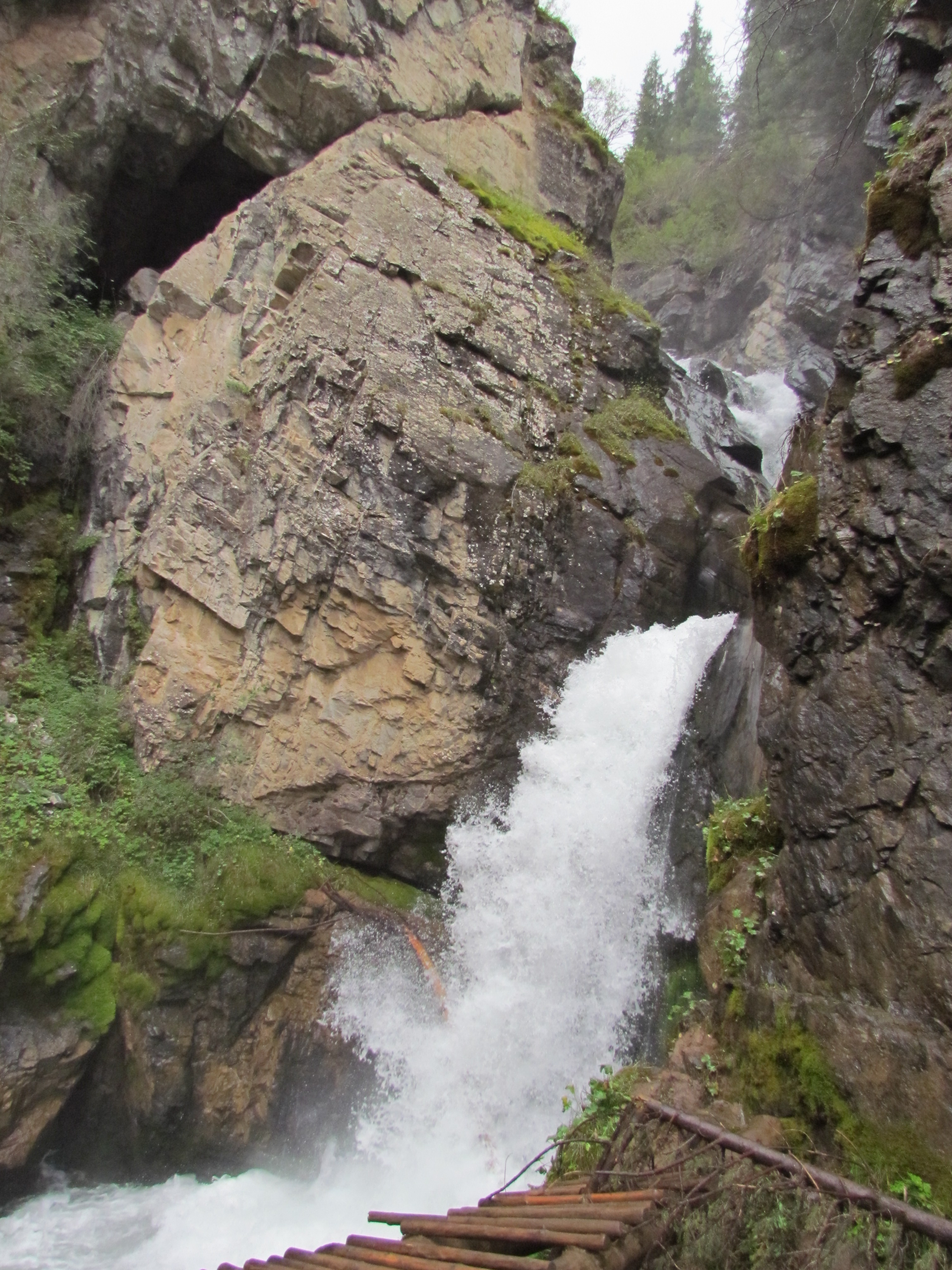
Кайракський водоспад

На території парку збереглися курганні могильники епохи раннього заліза на плато Асси та біля Тургенської ущелини, сакські поховання на берегах річки Іссик.
На правому березі річки Тургень виявлено сліди сильного землетрусу, що стався тут понад 10 тисяч років тому. Це уламкова товща у вигляді скель химерної форми та різноманітного забарвлення — справжня пам'ятка природи.
Пам'яткою природи є також реліктові мохові Чинтургенські ялинники, де під покривом моху на глибині 30-40 см збереглися острови вічної мерзлоти з товщиною льоду 2-3 м. Масиви вічної мерзлоти, що розташовані на такій низькій висоті, ніде більше в Заілійському Алатау не трапляються. Унікальний високогірний ландшафт, що нагадує холодну пустелю Внутрішнього Тянь-Шаню, який розташований осьовою частиною хребта на перевалі «Прохідний».
Пік «Сім голок Туюксу» — вершина, що складається з семи скельних утворень, що формою нагадують голки. Категорія складності — 4а.

## Площа парку
Незважаючи на природоохоронний статус національного парку від закріпленої за ним території, неодноразово відчужувалися природоохоронні землі, що суттєво скоротило його площу.
- Площа парку на момент заснування постановою Уряду Республіки Казахстан за № 228 від 22 лютого 1996 становила 202 292 га[7].
- Згідно з постановою Уряду Республіки Казахстан № 1074 від 10 листопада 2006 площа парку зменшилася і становила 199 703 га[8][9].
- Згідно з постановою Уряду Республіки Казахстан від 10 листопада 2012 року № 1408, від парку до земель запасу Алматинської області відчужено 29,4597 га з категорії земель природних територій, що особливо охороняються, до категорії земель запасу. Площа парку у зв'язку з відчуженням становила 199 673,5 га[10].
- За даними сайту Комітету лісового та мисливського господарства Міністерства сільського господарства Республіки Казахстан за 2010 рік площа парку становить 170 920 га[11].
- У листопаді 2013 року стало відомо, що РДУ «Іле-Алатауський державний національний природний парк» видав приватне довгострокове користування землі національного парку під будівництво об'єктів туристичної та рекреаційної діяльності. Так, 75 га землі, розташованої в Кокбастауському лісництві Талгарської філії парку, дісталося АТ «КазМунайГаз — переробка та маркетинг», 48 га землі дісталися ТОВ «Бена Люкс», близько 21 га землі в Каскеленському лісництві Аксайського філії парку, ТОВ «Устюрт» дісталося 15 га землі у Великому Алматинському лісництві Медіївської філії парку, ТОВ «Золота Пайцза» (3 га землі для будівництва гостьового будинку), ТОВ «Таймас-777» (2 га землі для будівництва гостьового будинку), ТОВ «ЕнергоБудТехМонтаж» (1 га землі для будівництва гостьового будинку), ТОВ «Asia Vega Nour» (0,7 га землі для будівництва гостьового будинку) та ТОВ «Алатау Марали» (3 га землі під туристичний комплекс)[12].
- У 2014 році стало відомо про плани з переведення[13] гектарів заповідних земель Іле-Алатауського нацпарку (Урочище кок-Жайлау) в категорію «землі запасу» з метою будівництва на них нового гірськолижного курорту Кок-Жайлау. Однак на етапі будівництва неминучий збиток існуючим зеленим насадженням, переважно з ялини Шренка, на ділянках забудови курортного центру та курортних сіл. Площа покритих лісом угідь, що потрапляють у зону забудови, становить 21,5 га, з них природних насаджень — 2,3 га, штучних — 19,2 га. У зв'язку з будівництвом під вирубку потрапляє 22644 дерева[14].
- У грудні 2014 року здійснено переведення земель природних територій республіканського державного закладу «Іле-Алатауський державний національний природний парк», що особливо охороняються, загальною площею 1002,0 гектара в категорію земель запасу Медеського району міста Алмати під будівництво курорту «Кок-Жайляу», згідно з постановою Казахстан від 2 грудня 2014 № 1267[15].

### Урочище Кок-Жайляу
Урочище Кок-Жайляу, яке є одним з найдоступніших і найулюбленіших місць відпочинку алматинців, перебуває на межі знищення. Було відчужено 1002 гектарів природоохоронних земель урочища Кок-Жайляу, розташованого на території Іле-Алатауського парку, де акімат міста запланував будівництво гірськолижного курорту з безліччю готелів та інфраструктури. Дії чиновників викликали бурхливе обурення громадськості, було зібрано 16 500 підписів проти будівництва забудови урочища, але влада так і не відмовилася від своїх планів.

## Галерея

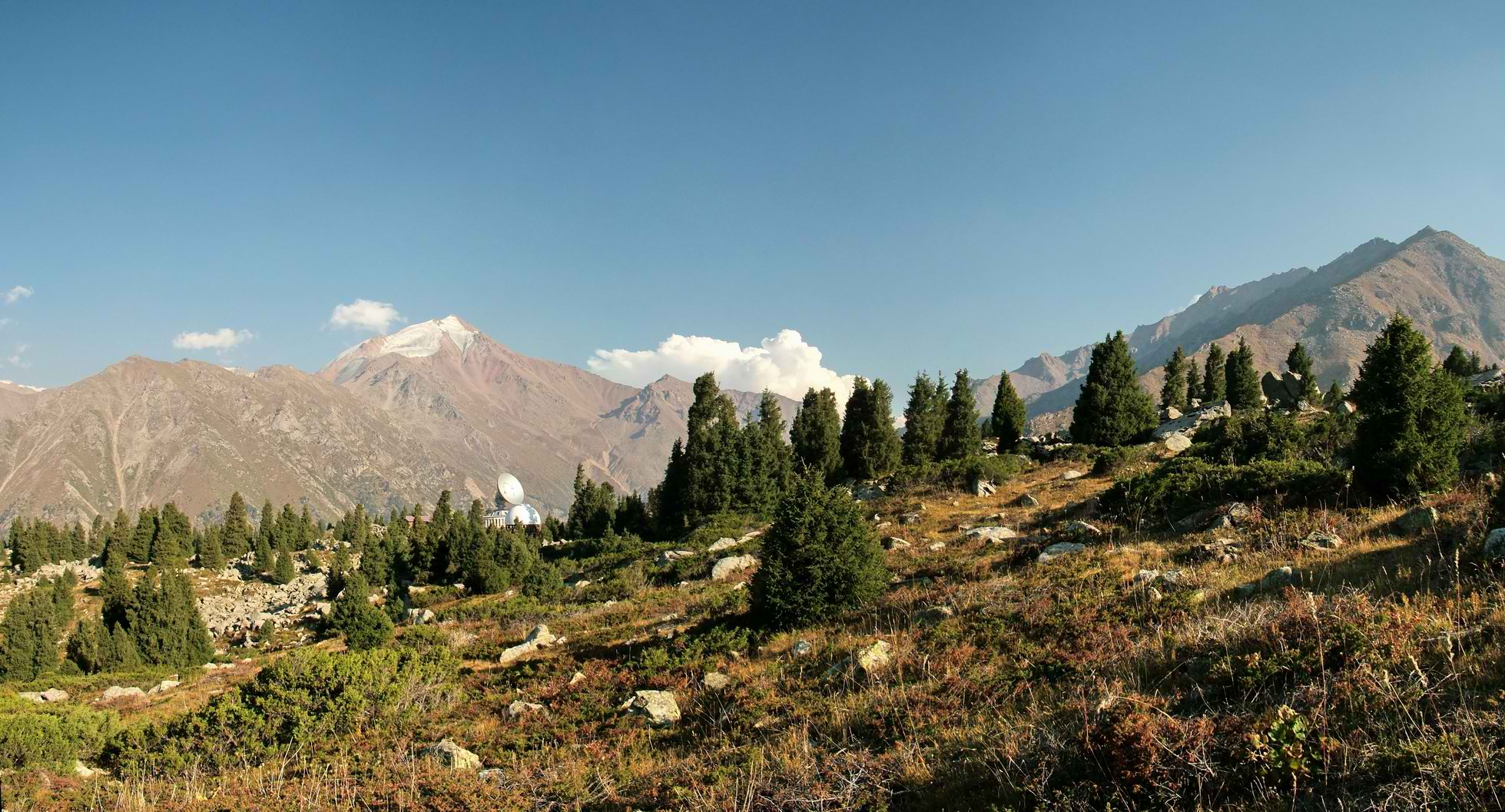
Біля Тянь-Шанської астрономічної обсерваторії.
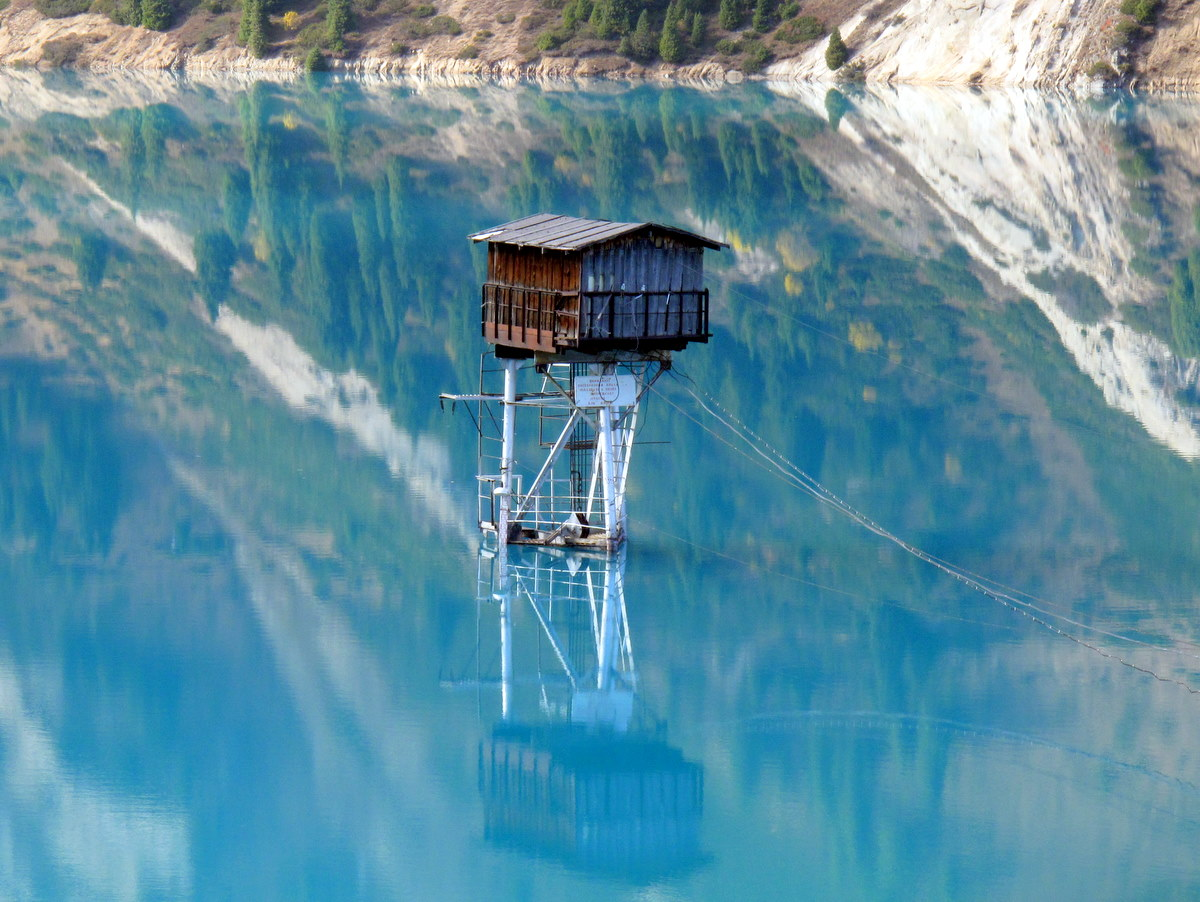
Дозорна вежа на Великому Алматинському озері.
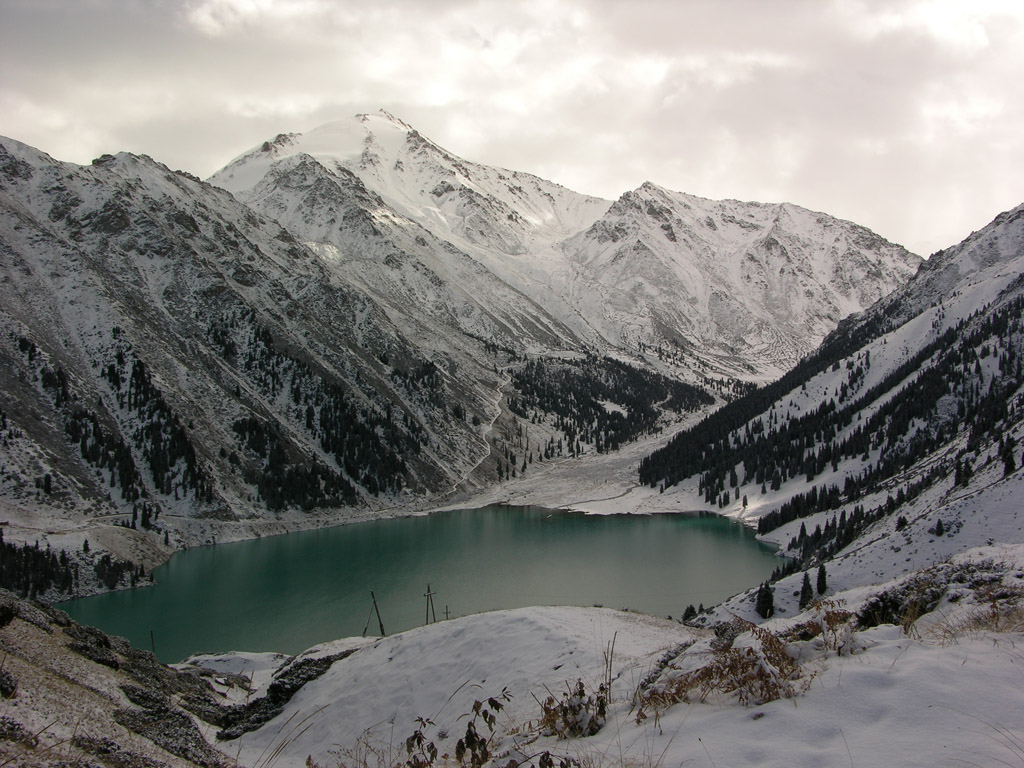
Озеро взимку.
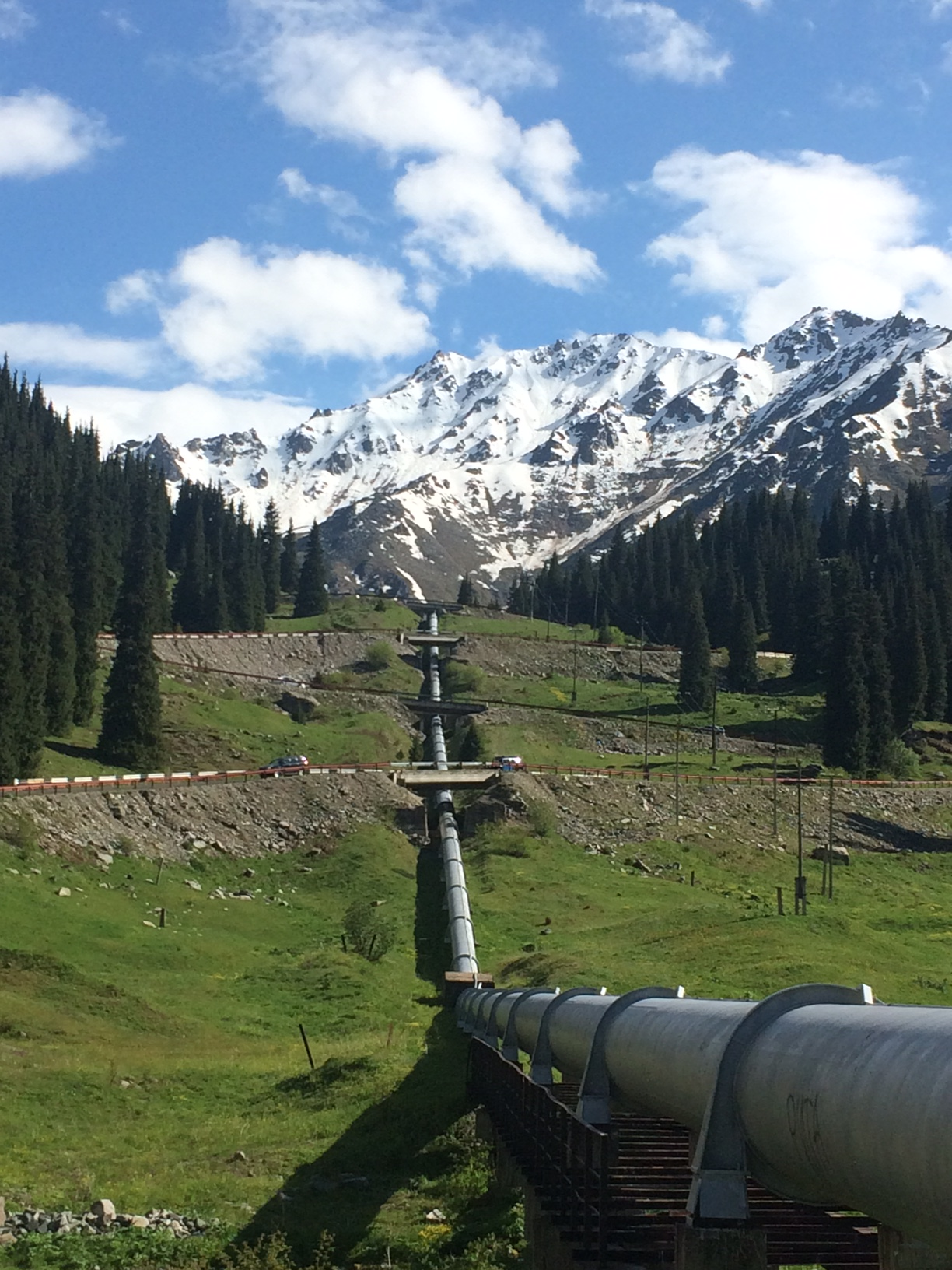
Водогін із озера.
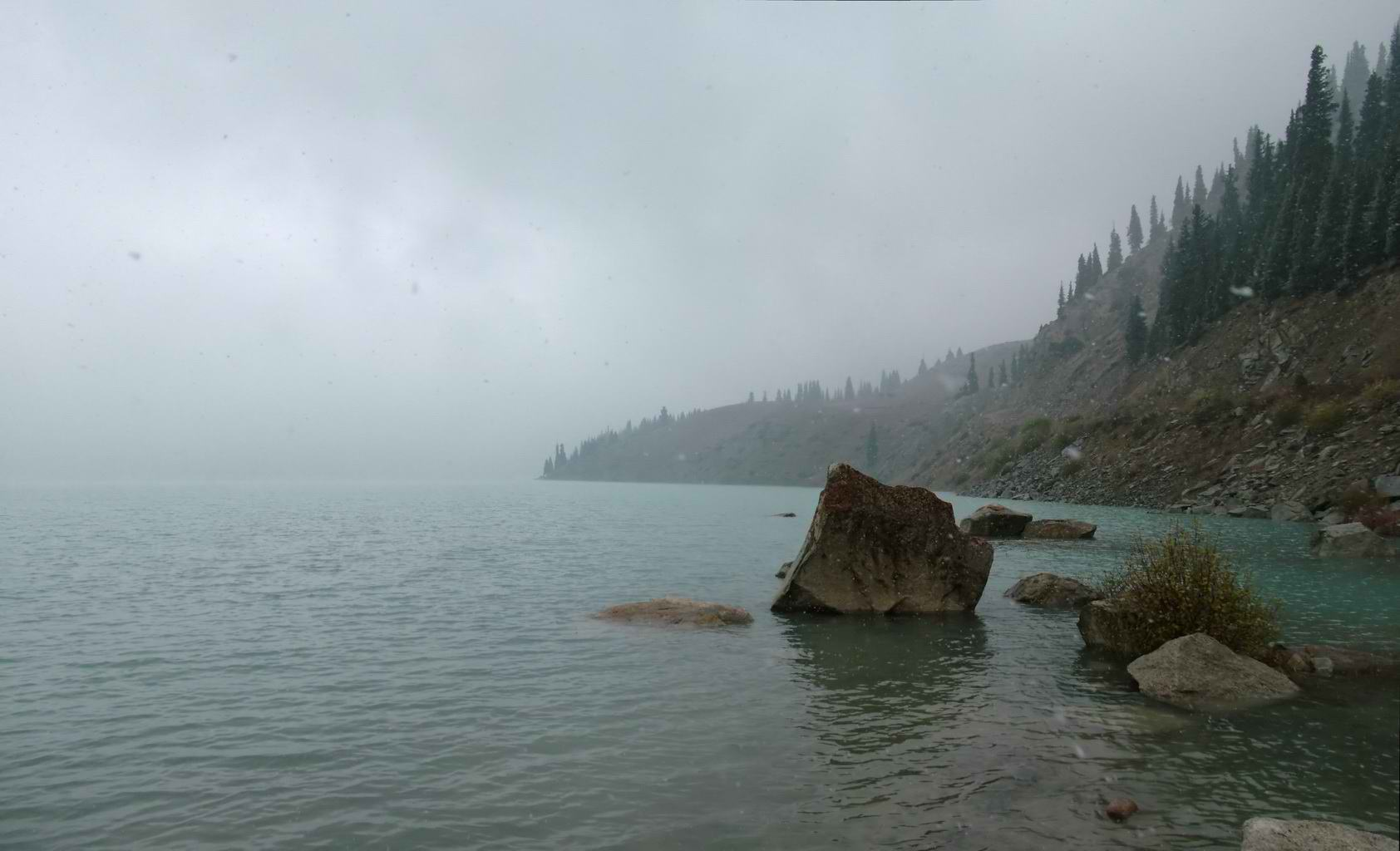
Озеро під час туману.
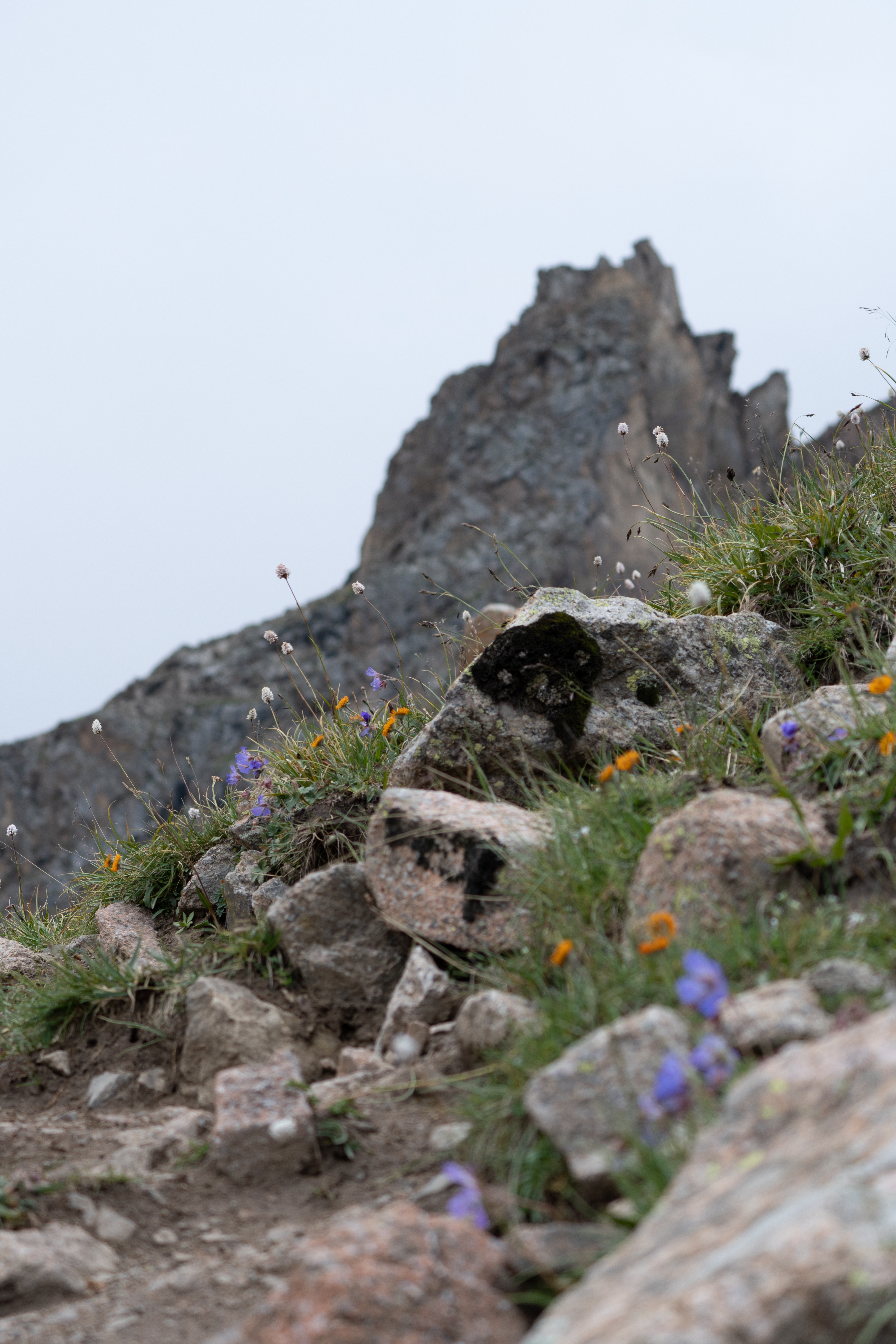
Польові квіти вздовж стежки до льодовика Богдановича.